# Mesargus subopacus
Mesargus subopacus är en insektsart som beskrevs av Victor Ivanovitsch Motschulsky 1859. Mesargus subopacus ingår i släktet Mesargus och familjen dvärgstritar. Inga underarter finns listade i Catalogue of Life.